# Viborg (Dakota del Sud)
Viborg (pronuncia "VY'-burg") è un comune (city) degli Stati Uniti d'America della contea di Turner nello Stato del Dakota del Sud. La popolazione era di 782 abitanti al censimento del 2010.

## Geografia fisica
Viborg è situata a 43°10′22″N 97°04′51″W (43.172664, -97.080757).
Secondo lo United States Census Bureau, la città ha una superficie totale di 1,04 km², dei quali 1,04 km² di territorio e 0 km² di acque interne (0% del totale).
A Viborg è stato assegnato lo ZIP code 57070 e lo FIPS place code 67020.

## Storia
Fondata da danesi-statunitensi, deve il suo nome alla città danese di Viborg. L'area fu colonizzata da migranti danesi nel corso del 1860, che fondarono una comunità nota come Daneville. Con l'avvento della ferrovia nel 1893, un nuovo insediamento più vicino alla stazione fu creato con il nome di Viborg. Viborg fu incorporata come città il 25 agosto 1903.

## Società

### Evoluzione demografica
Secondo il censimento del 2010, c'erano 782 abitanti.

### Etnie e minoranze straniere
Secondo il censimento del 2010, la composizione etnica della città era formata dal 98,59% di bianchi, lo 0% di afroamericani, lo 0,77% di nativi americani, lo 0% di asiatici, lo 0% di oceanici, lo 0% di altre razze, e lo 0,64% di due o più etnie. Ispanici o latinos di qualunque razza erano lo 0,64% della popolazione.